# Dr. Alban

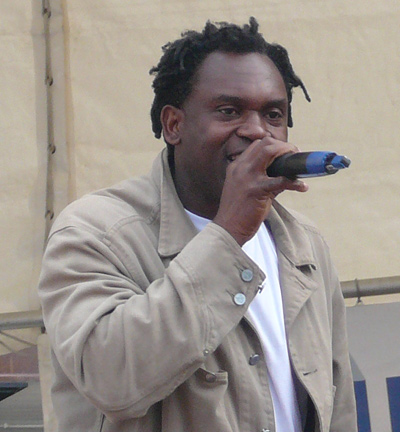
Dr. Alban (2008)

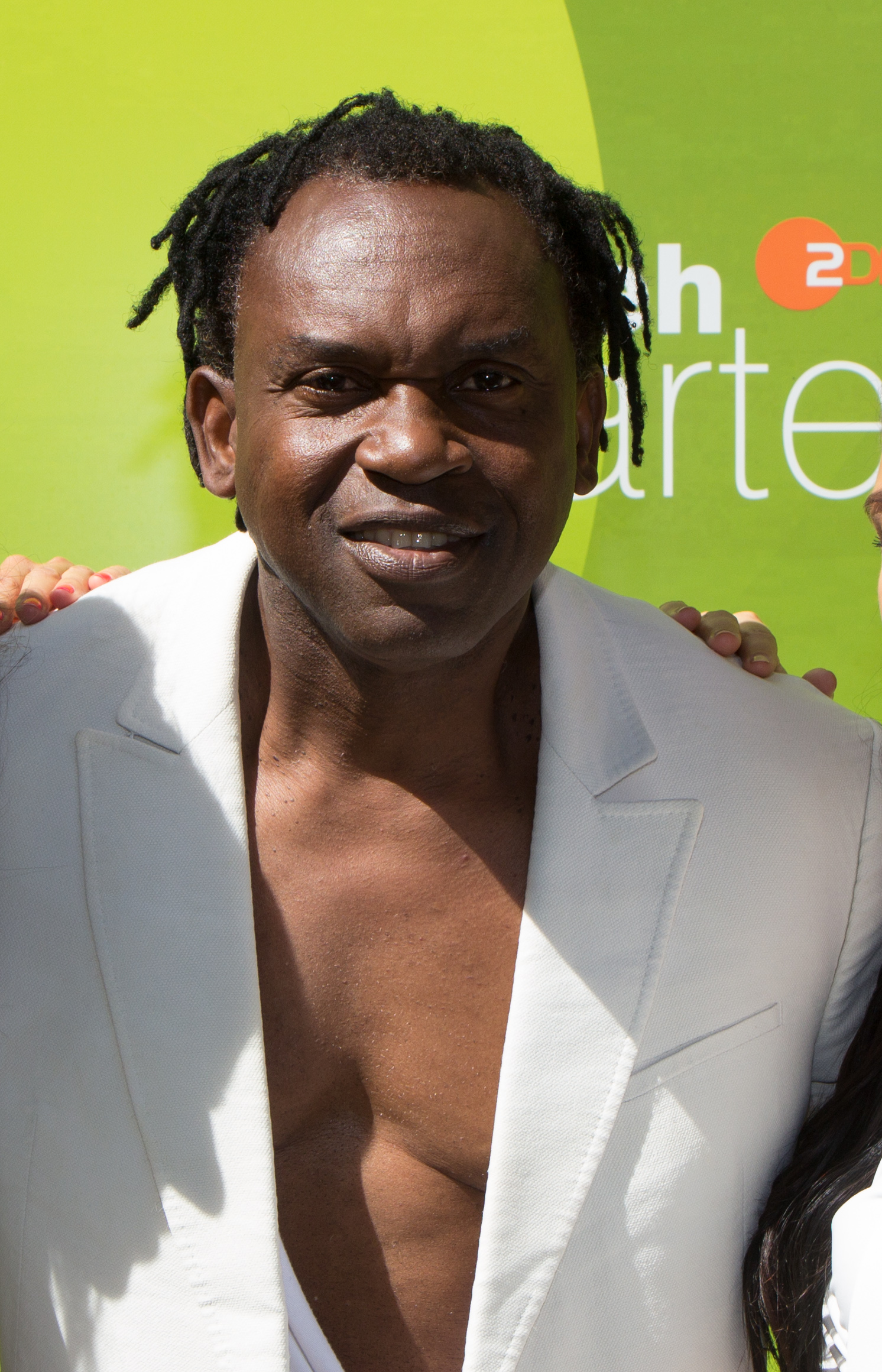
Dr. Alban (2018)

Dr. Alban (* 26. August 1957 in Oguta, Imo; eigentlich Alban Uzoma Nwapa) ist ein nigerianisch-schwedischer Pop-Musiker, Rapper, Produzent und Inhaber des Musiklabels Dr. Records. Er wurde Anfang der 90er mit den Alben Hello Africa und One Love bekannt. Er verkaufte mehr als 11 Millionen Platten weltweit.

## Leben
Alban Uzoma Nwapa wuchs mit Musik von Fela Kuti und James Brown auf. Er entstammt einer Familie mit zehn Kindern aus Oguta im heutigen Bundesstaat Imo im Süden Nigerias und emigrierte mit 18 Jahren nach Schweden. Im Alter von 23 Jahren begann er in Stockholm Zahnmedizin zu studieren. Um sich sein Universitätsstudium zu finanzieren, arbeitete er als DJ in der überregional bekannten Stockholmer Diskothek Alphabet Street. Sein Stil machte ihn schnell über die Diskothek hinaus bekannt, denn er pflegte über die von ihm aufgelegten Platten einen eigenen Sprechgesang zu legen.
Alban beendete sein Studium und eröffnete eine eigene Zahnarztpraxis. Trotzdem behielt er seine Anstellung als DJ im Nebenerwerb.
1990 traf er Denniz PoP vom schwedischen Schallplattenlabel SweMix, mit dem er seine erste Single Hello Afrika aufnahm. In Anlehnung an seinen bisherigen Beruf nahm er den Künstlernamen Dr. Alban an. Das im Herbst 1990 erschienene Album Hello Afrika verkaufte sich weltweit etwa eine Million Mal.
1992 wurde dieser Erfolg noch übertroffen: Die Single It’s My Life landete in Deutschland auf Platz 1 der Charts und verkaufte sich ca. 1,6 Millionen Mal, während vom Album One Love über 1,7 Millionen Exemplare abgesetzt wurden.
Besonders in der ersten Hälfte der 1990er Jahre war er mit seinen Hits Stammgast in den internationalen Hitparaden. Alles in allem blickt Dr. Alban auf weltweite Verkäufe von über 5 Millionen Alben sowie über 6 Millionen Singles zurück. Mit Hits wie Hello Afrika (1990), No Coke (1990), It’s My Life (1992), Sing Hallelujah (1993) und Look Who’s Talking (1994) gehörte er zu den erfolgreichsten Interpreten des Dancefloor.
Alban Nwapa traf 2004 seine spätere Frau, die aus Hudiksvall stammende schwedische Lehrerin Katrine „Kin“ Hermansson (1973), die ihm von Tomas Brolin, der auch aus Hudiksvall stammt, vorgestellt wurde. Zusammen mit den Töchtern Jane (2005) und Julia (2008) lebten sie bis Juni 2021 in Stockholm, als die Beziehung endete. Seit der Scheidung lebt er allein in Stockholm und arbeitet weiterhin als Musiker.
Dr. Alban ist ein Neffe der nigerianischen Schriftstellerin Flora Nwapa sowie ein Onkel von Ricarda Wältken, einem Mitglied der ehemaligen deutschen Band Tic Tac Toe.

## Diskografie

### Studioalben
| Jahr | Titel               | Höchstplatzierung, Gesamtwochen, AuszeichnungChartplatzierungen (Jahr, Titel, Platzierungen, Wochen, Auszeichnungen, Anmerkungen) | Höchstplatzierung, Gesamtwochen, AuszeichnungChartplatzierungen (Jahr, Titel, Platzierungen, Wochen, Auszeichnungen, Anmerkungen) | Höchstplatzierung, Gesamtwochen, AuszeichnungChartplatzierungen (Jahr, Titel, Platzierungen, Wochen, Auszeichnungen, Anmerkungen) | Höchstplatzierung, Gesamtwochen, AuszeichnungChartplatzierungen (Jahr, Titel, Platzierungen, Wochen, Auszeichnungen, Anmerkungen) | Anmerkungen                             |
| Jahr | Titel               | DE | AT | CH | SE | Anmerkungen                             |
| ---- | ------------------- | --- | --- | --- | --- | --------------------------------------- |
| 1991 | Hello Afrika        | DE11 Gold · (27 Wo.)DE | AT2 Gold · (22 Wo.)AT | CH8 Gold · (15 Wo.)CH | SE6 (7 Wo.)SE | Erstveröffentlichung: 18. Februar 1991  |
| 1992 | One Love            | DE6 Gold · (39 Wo.)DE | AT1 Platin · (28 Wo.)AT | CH3 Platin · (27 Wo.)CH | SE15 (7 Wo.)SE | Erstveröffentlichung: 4. Mai 1992       |
| 1994 | Look Who’s Talking! | DE7 (23 Wo.)DE | AT7 Gold · (16 Wo.)AT | CH8 (15 Wo.)CH | SE11 Gold · (17 Wo.)SE | Erstveröffentlichung: 25. März 1994     |
| 1996 | Born in Africa      | DE52 (7 Wo.)DE | AT41 (3 Wo.)AT | CH37 (2 Wo.)CH | SE37 (3 Wo.)SE | Erstveröffentlichung: 9. April 1996     |
| 1997 | I Believe           | — | AT41 (2 Wo.)AT | — | SE27 (4 Wo.)SE | Erstveröffentlichung: 1. Oktober 1997   |
| 2001 | Prescription        | — | — | — | — | Erstveröffentlichung: 26. November 2001 |
| 2008 | Back to Basics      | — | — | — | — | Erstveröffentlichung: 13. November 2008 |

### Kompilationen
| Jahr | Titel                      | Höchstplatzierung, Gesamtwochen, AuszeichnungChartplatzierungen (Jahr, Titel, Platzierungen, Wochen, Auszeichnungen, Anmerkungen) | Höchstplatzierung, Gesamtwochen, AuszeichnungChartplatzierungen (Jahr, Titel, Platzierungen, Wochen, Auszeichnungen, Anmerkungen) | Höchstplatzierung, Gesamtwochen, AuszeichnungChartplatzierungen (Jahr, Titel, Platzierungen, Wochen, Auszeichnungen, Anmerkungen) | Anmerkungen                         |
| Jahr | Titel                      | DE | AT | SE | Anmerkungen                         |
| ---- | -------------------------- | --- | --- | --- | ----------------------------------- |
| 1997 | The Very Best of 1990–1997 | DE66 (4 Wo.)DE | AT38 (5 Wo.)AT | SE38 (3 Wo.)SE | Erstveröffentlichung: 30. Juni 1997 |

Weitere Kompilationen
- 2014: The Ultimate Collection 1990-2014

### Singles als Leadmusiker
| Jahr | Titel Album                                      | Höchstplatzierung, Gesamtwochen, AuszeichnungChartplatzierungen (Jahr, Titel, Album, Platzierungen, Wochen, Auszeichnungen, Anmerkungen) | Höchstplatzierung, Gesamtwochen, AuszeichnungChartplatzierungen (Jahr, Titel, Album, Platzierungen, Wochen, Auszeichnungen, Anmerkungen) | Höchstplatzierung, Gesamtwochen, AuszeichnungChartplatzierungen (Jahr, Titel, Album, Platzierungen, Wochen, Auszeichnungen, Anmerkungen) | Höchstplatzierung, Gesamtwochen, AuszeichnungChartplatzierungen (Jahr, Titel, Album, Platzierungen, Wochen, Auszeichnungen, Anmerkungen) | Höchstplatzierung, Gesamtwochen, AuszeichnungChartplatzierungen (Jahr, Titel, Album, Platzierungen, Wochen, Auszeichnungen, Anmerkungen) | Höchstplatzierung, Gesamtwochen, AuszeichnungChartplatzierungen (Jahr, Titel, Album, Platzierungen, Wochen, Auszeichnungen, Anmerkungen) | Anmerkungen                                            |
| Jahr | Titel Album                                      | DE | AT | CH | UK | US | SE | Anmerkungen                                            |
| ---- | ------------------------------------------------ | --- | --- | --- | --- | --- | --- | ------------------------------------------------------ |
| 1990 | Hello Afrika                                     | DE2 (23 Wo.)DE | AT1 Platin · (16 Wo.)AT | CH3 (15 Wo.)CH | — | — | SE7 Gold · (8 Wo.)SE | Erstveröffentlichung: Juli 1990 feat. Leila K.         |
| 1990 | No Coke Hello Afrika                             | DE3 (21 Wo.)DE | AT2 (14 Wo.)AT | CH3 (17 Wo.)CH | — | — | SE1 Platin · (6 Wo.)SE | Erstveröffentlichung: September 1990                   |
| 1991 | U & Mi Hello Afrika                              | DE14 (12 Wo.)DE | AT11 (11 Wo.)AT | CH9 (8 Wo.)CH | — | — | SE20 (1 Wo.)SE | Erstveröffentlichung: Januar 1991                      |
| 1991 | (Sing Shi-Wo-Wo) Stop the Pollution Hello Afrika | — | AT16 (7 Wo.)AT | CH13 (6 Wo.)CH | — | — | SE36 (1 Wo.)SE | Erstveröffentlichung: Mai 1991                         |
| 1992 | It’s My Life One Love                            | DE1 Platin · (42 Wo.)DE | AT1* Platin · (37 Wo.)AT | CH2 (34 Wo.)CH | UK2 Silber · (12 Wo.)UK | US88 (11 Wo.)US | SE1 (12 Wo.)SE | Erstveröffentlichung: 1. Mai 1992 * Raggadag Remix     |
| 1992 | One Love                                         | DE7 (23 Wo.)DE | AT9 (14 Wo.)AT | CH11 (12 Wo.)CH | UK45 (2 Wo.)UK | — | SE19 (7 Wo.)SE | Erstveröffentlichung: Juni 1992                        |
| 1993 | Sing Hallelujah One Love                         | DE4 Platin · (33 Wo.)DE | AT7 (19 Wo.)AT | CH4 (28 Wo.)CH | UK16 (8 Wo.)UK | — | SE6 (8 Wo.)SE | Erstveröffentlichung: Februar 1993                     |
| 1994 | Look Who’s Talking Look Who’s Talking!           | DE3 (20 Wo.)DE | AT3 (15 Wo.)AT | CH6 (19 Wo.)CH | UK55 (3 Wo.)UK | — | SE2 (12 Wo.)SE | Erstveröffentlichung: Februar 1994                     |
| 1994 | Away from Home Look Who’s Talking!               | DE25 (13 Wo.)DE | AT12 (12 Wo.)AT | CH26 (11 Wo.)CH | UK42 (2 Wo.)UK | — | SE24 (8 Wo.)SE | Erstveröffentlichung: Mai 1994                         |
| 1994 | Let the Beat Go On Look Who’s Talking!           | DE18 (14 Wo.)DE | AT23 (4 Wo.)AT | — | — | — | SE17 (11 Wo.)SE | Erstveröffentlichung: August 1994                      |
| 1995 | This Time I’m Free Born In Africa                | DE27 (13 Wo.)DE | AT23 (2 Wo.)AT | CH32 (11 Wo.)CH | — | — | SE3 (11 Wo.)SE | Erstveröffentlichung: Juli 1995                        |
| 1996 | Born in Africa Born In Africa                    | — | AT31 (5 Wo.)AT | CH47 (3 Wo.)CH | — | — | SE11 (13 Wo.)SE | Erstveröffentlichung: Februar 1996                     |
| 1996 | Hallelujah Day Born In Africa                    | — | AT35 (2 Wo.)AT | — | — | — | SE30 (5 Wo.)SE | Erstveröffentlichung: September 1996                   |
| 1997 | Mr. DJ I Believe                                 | DE70 (4 Wo.)DE | AT21 (10 Wo.)AT | — | — | — | — | Erstveröffentlichung: Juni 1997                        |
| 1997 | Guess Who’s Coming to Dinner I Believe           | — | — | — | — | — | SE6 (12 Wo.)SE | Erstveröffentlichung: August 1997 feat. Michael Rose   |
| 1997 | Long Time Ago I Believe                          | — | — | — | — | — | SE55 (2 Wo.)SE | Erstveröffentlichung: November 1997                    |
| 1998 | Feel the Rhythm I Believe                        | — | — | — | — | — | SE56 (1 Wo.)SE | Erstveröffentlichung: Mai 1998                         |
| 2001 | What Do I Do Prescription                        | — | — | — | — | — | SE43 (2 Wo.)SE | Erstveröffentlichung: April 2001                       |
| 2003 | Work Work Back to Basics                         | — | — | — | — | — | SE13 (8 Wo.)SE | Erstveröffentlichung: Juli 2003                        |
| 2014 | Around the World –                               | — | — | — | — | — | SE52 (1 Wo.)SE | Erstveröffentlichung: Februar 2014 mit Jessica Folcker |
| 2014 | It’s My Life 2014 –                              | DE29 (7 Wo.)DE | AT39 (3 Wo.)AT | CH61 (1 Wo.)CH | — | — | — | Erstveröffentlichung: 30. Januar 2014 vs. Bodybangers  |

Weitere Singles
- 1992: One Love – remix
- 1997: It’s My Life ’97 (feat. Sash!)
- 2002: Because of You
- 2006: Chiki Chiki (mit Starclub)
- 2008: Habibi (feat. Melissa)
- 2008: We Love The 90’s (feat. Haddaway)
- 2012: Freedom
- 2012: Loverboy
- 2014: It’s My Life (Don’t Worry) (mit Chawki)
- 2015: Hurricane
- 2020: It’s My Life (mit Popek & Claysteer)

### Singles als Gastmusiker
| Jahr | Titel Album                                          | Höchstplatzierung, Gesamtwochen, AuszeichnungChartplatzierungen (Jahr, Titel, Album, Platzierungen, Wochen, Auszeichnungen, Anmerkungen) | Höchstplatzierung, Gesamtwochen, AuszeichnungChartplatzierungen (Jahr, Titel, Album, Platzierungen, Wochen, Auszeichnungen, Anmerkungen) | Höchstplatzierung, Gesamtwochen, AuszeichnungChartplatzierungen (Jahr, Titel, Album, Platzierungen, Wochen, Auszeichnungen, Anmerkungen) | Höchstplatzierung, Gesamtwochen, AuszeichnungChartplatzierungen (Jahr, Titel, Album, Platzierungen, Wochen, Auszeichnungen, Anmerkungen) | Anmerkungen                                                                  |
| Jahr | Titel Album                                          | DE | CH | UK | SE | Anmerkungen                                                                  |
| ---- | ---------------------------------------------------- | --- | --- | --- | --- | ---------------------------------------------------------------------------- |
| 1993 | Alrabaiye (Take Me Up) –                             | — | — | — | SE23 (4 Wo.)SE | Erstveröffentlichung: September 1993 Amadin feat. Swing & Dr. Alban          |
| 1995 | Sweet Dreams –                                       | — | — | UK59 (2 Wo.)UK | SE12 (7 Wo.)SE | Erstveröffentlichung: Februar 1995 Swing feat. Dr. Alban                     |
| 1998 | Papaya Coconut (Come Along) Dagar som kommer och går | — | — | — | SE22 (11 Wo.)SE | Erstveröffentlichung: September 1998 Kikki Danielsson feat. Dr. Alban        |
| 1999 | Alla vi –                                            | — | — | — | SE29 (3 Wo.)SE | Erstveröffentlichung: März 1999 mit Björn Borg, Tomas Brolin & Mattias Frisk |
| 1999 | Colour the World Life Goes On                        | DE39 (6 Wo.)DE | CH39 (2 Wo.)CH | UK15 (6 Wo.)UK | SE54 (2 Wo.)SE | Erstveröffentlichung: März 1999 Sash! feat. Dr. Alban                        |
| 2005 | Sing Halleluja Okama de Mapouka                      | DE74 (3 Wo.)DE | — | — | — | Erstveröffentlichung: November 2005 Yamboo feat. Dr. Alban                   |

## Auszeichnungen für Musikverkäufe
| Silberne Schallplatte - Frankreich - 1993: für die Single It’s My Life - 1993: für die Single Sing Hallelujah Goldene Schallplatte - Dänemark - 2021: für die Single Sing Hallelujah - 2025: für die Single It’s My Life - Finnland - 1993: für das Album One Love – The Album - 1994: für das Album Look Who’s Talking! – The Album | Platin-Schallplatte - Australien - 1994: für die Single Sing Hallelujah - Niederlande - 1992: für die Single It’s My Life 2× Platin-Schallplatte - Polen - 2021: für die Single It’s My Life (mit Popek & Claysteer) |

Anmerkung: Auszeichnungen in Ländern aus den Charttabellen bzw. Chartboxen sind in ebendiesen zu finden.
| Land/RegionAuszeichnungen für Musikverkäufe (Land/Region, Auszeichnungen, Verkäufe, Quellen) | Silber     | Gold       | Platin       | Verkäufe  | Quellen              |
| -------------------------------------------------------------------------------------------- | ---------- | ---------- | ------------ | --------- | -------------------- |
| Australien (ARIA)                                                                            | —          | —          | Platin1      | 70.000    | aria.com.au          |
| Dänemark (IFPI)                                                                              | —          | 2× Gold2   | —            | 90.000    | ifpi.dk              |
| Deutschland (BVMI)                                                                           | —          | 2× Gold2   | 2× Platin2   | 1.500.000 | musikindustrie.de    |
| Finnland (IFPI)                                                                              | —          | 2× Gold2   | —            | 55.525    | ifpi.fi              |
| Frankreich (SNEP)                                                                            | 2× Silber2 | —          | —            | 250.000   | infodisc.fr          |
| Niederlande (NVPI)                                                                           | —          | —          | Platin1      | 75.000    | nvpi.nl              |
| Österreich (IFPI)                                                                            | —          | 2× Gold2   | 3× Platin3   | 200.000   | ifpi.at              |
| Polen (ZPAV)                                                                                 | —          | —          | 2× Platin2   | 20.000    | olis.pl              |
| Schweden (IFPI)                                                                              | —          | 2× Gold2   | Platin1      | 125.000   | sverigetopplistan.se |
| Schweiz (IFPI)                                                                               | —          | Gold1      | Platin1      | 75.000    | hitparade.ch         |
| Vereinigtes Königreich (BPI)                                                                 | Silber1    | —          | —            | 200.000   | bpi.co.uk            |
| Insgesamt                                                                                    | 3× Silber3 | 11× Gold11 | 11× Platin11 |           |                      |

## Auszeichnungen
RSH-Gold
- 1993: in der Kategorie „Ohrwurm des Jahres“ (It’s My Life)[7]